# Харченко, Олег Андреевич
Олег Андреевич Харченко (род. 1 декабря 1948, Саваслейка, Горьковская область) ― российский архитектор и педагог. Кандидат архитектуры, профессор. Главный архитектор Санкт-Петербурга в 1992―2004 годах, Народный архитектор Российской Федерации (1999). Член-корреспондент РАХ (2001).

## Биография
Родился 1 декабря 1948 года в селе Саваслейка Кулебакского района Горьковской области. Отец был военным летчиком, мать ― учительницей истории. Школьные годы провёл в ГДР, по месту службы отца. В 14 лет переехал в Западную Белоруссию, где окончил среднюю школу. В 1973 году окончил Академию художеств им. Репина, затем распределился в проектную организацию, откуда был призван в Советскую армию. Службу проходил в Пулково, в войсках связи.
С 1975 по 1988 год работал в государственном проектном институте «ЛенНИИпроект», где прошёл путь от архитектора до руководителя мастерской. За эти годы самостоятельно и в составе различных творческих коллективов разработал проекты нескольких больниц, торговых центров, многоквартирных жилых домов, кинотеатра, реконструкций исторических зданий.
В 1988 году приглашён на должность заместителя Главного архитектора Ленинграда, а также был назначен заместителем начальника Главного управления архитектуры и градостроительства Ленгорисполкома.
В 1991 году решением первого мэра Санкт-Петербурга А. А. Собчака был назначен Главным архитектором города и Председателем Комитета по градостроительству и архитектуре города. Проработал на этой должности более 13 лет вплоть до 2004 г.
С 1992 по 1996 год, как главный архитектор города, также являлся членом городского Правительства, вице-мэром, проводил единую градостроительную политику в вопросах сохранения и развития Санкт-Петербурга.
За эти годы возглавляемые им творческие коллективы, разработали более 25 планов развития отдельных территорий города: так, был разработан новый генеральный план Санкт-Петербурга, по которому город и сегодня живет и развивается. В период подготовки Санкт-Петербургом заявки на проведение летних Олимпийских игр 2004 года возглавлял разработку проекта пространственной организации и размещения олимпийских объектов, транспортной логистики и архитектурного облика и гармоничной интеграции всех сооружений в городскую ткань, что было положено в основу Заявочной книги. Разработал проект Западного скоростного диаметра и Кольцевой дороги вокруг города. Руководил созданием проекта Международного финансового и торгового центра на Васильевском острове, Вокзального комплекса скоростной железной дороги между Москвой и Санкт-Петербургом, Ледового Дворца для проведения Чемпионата мира по хоккею 2000 г. Руководил организацией и проведением международного конкурса на проект второй сцены Мариинского театра.
Не прекращая своей творческой деятельности, более 14 лет является профессором архитектуры в институте им И. Е. Репина, где и поныне руководит персональной творческой мастерской, ежегодно выпускающей 10―12 молодых архитекторов. После ухода с должности Главного архитектора города, в 2005 году создал собственную архитектурную мастерскую и продолжил творческую работу над перспективными проектами развития территорий Санкт-Петербурга, Москвы (территория завода ЗИЛ ― первый вариант концепции развития территории), Нижнего Новгорода, Волгограда и др. Был главным консультантом по градостроительным вопросам компании, осуществившей разработку проекта намыва более чем 400 га в северо-западной части ВО Санкт-Петербурга.
В 2004 году Харченко был отправлен в отставку и, по предложению Зураба Церетели, собирался занять пост ректора Петербургской Академии художеств (Институт живописи, скульптуры и архитектуры имени И. Е. Репина), но из-за протеста коллектива вуза отказался баллотироваться.
В августе 2009 года был приглашен в Государственную Корпорацию «Олимпстрой» на должность Главного архитектора ― директора дирекции, где проработал до мая 2014 г. Руководил разработкой и реализацией Единой архитектурной концепции пространства зимних Олимпийских игр в Сочи, созданием планировочного и объемно-пространственного решения Олимпийского парка в Имеретинской низменности, ставшего своеобразным центром проведения Олимпийских и Паралимпийских игр 2014 года Главные спортивные сооружения Олимпийского парка и Горного кластера стали архитектурным явлением мирового масштаба и получили высокую оценку членов МОК, российских и зарубежных гостей олимпиады. После завершения Олимпиады и прекращения деятельности ГК «Олимпстрой» вернулся в Санкт-Петербург.
В настоящее время вновь является Генеральным директором архитектурно-консалтинговой фирмы «УРБИС-СПБ», совмещая эту работу с должностью приглашенного Главного архитектора проектной фирмы ВиПС.
Руководит разработкой крупных территориальных проектов в Санкт-Петербурге (архитектурно-планировочная концепция города-спутника «Южный» площадью более 2200 га), в Москве (совместно с архитектурной фирмой «Меганом» ― вторая версия концепции развития территории завода ЗИЛ), в Московской области (концепция развития территории 396 га в Путилково).
В настоящее время является советником Губернатора Санкт-Петербурга по вопросам градостроительства и архитектуры на общественных началах и профессором кафедры архитектуры и проректором Санкт-Петербургской академии художеств имени Ильи Репина.
Член-корреспондент Академии Художеств России, академик Международной Академии архитектуры, член Союза архитекторов России и Санкт-Петербурга.